# Hibernian F.C.
Hibernian Football Club škotski je nogometni klub iz Edinburgha. Trenutačno se natječe u Premiershipu. Domače utakmice igra na Easter Roadu.
Klub su 1875. godine osnovali edinburški Irci. Klub je dobio ime po Hiberniji, latinskom nazivu za irski otok. Lokalni rival ovog kluba je Heart of Midlothian.

## Uspjesi
- Division One/Division A/Premier Division/Premier League/Premiership[2][3]
  - Prvak (4): 1902./03., 1947./48., 1950./51., 1951./52.
  - Doprvak (6): 1896./97., 1946./47., 1949./50., 1952./53., 1973./74., 1974./75.
- Škotski nogometni kup[2][3]
  - Osvajač (3): 1886./87., 1901./02., 2015./16.
  - Finalist (12): 1895./96., 1913./14., 1922./23., 1923./24., 1946./47., 1957./58., 1971./72., 1978./79., 2000./01., 2011./12., 2012./13., 2020./21.
- Škotski Liga kup[2][3]
  - Osvajač (3): 1972./73., 1991./92., 2006./07.
  - Finalist (8): 1950./51., 1968./69., 1974./75., 1985./86., 1993./94., 2003./04., 2015./16., 2021./22.

## Vanjske poveznice
- Službena web-stranica